# بيثاني موتا
بيثاني نويل «بيث» (بالإنجليزية: Bethany Noel) (ولدت في 7 نوفمبر عام 1995) هي مدونة فيديوهات أمريكية. بدأت من قناتها على اليوتيوب (Macbarbie07)، والتي أنشأتها عام 2009، وصولًا إلى شهرتها بفيديوهاتها الترويجية والتي تعرض فيها مشترياتها من الموضة والأزياء عبر شبكة الإنترنت. وكذلك تعرض فيديوهات ذات موضوعات متعددة مثل أفكار عن طرق الأزياء والملابس، طرق وضع مساحيق التجميل وتصفيف الشعر. وصفات الطبخ، كذلك أفكار (افعلها بنفسك). ثم امتد عملها إلى عرض خط الأزياء الخاص بها في متجر Aéropostale . كما ذهبت في جولات متعددة، حيث تلتقي الجماهير وتتفاعل معهم. كذلك شاركت في الموسم 19 من الرقص مع النجوم.

## النشأة
ولدت بيثاني نويل موتا في السابع من نوفمبر عام 1995، في مقاطعة ميرسيد بولاية كاليفورنيا. حيث أن والدها هو طوني موتا ووالدتها تامي موتا. لموتا أصول مكسيكية وبرتغالية. نشأت بيثاني في كاليفورنيا ولها شقيقة أكبر منها تدعى بريتاني. وتلقت معظم تعليمها في المنزل ولكنها درست في مدرسة حكومية من الصف الثالث إلى الصف السادس. حضرت كذلك دروس في الرقص والتمثيل بشكل موجز خلال الصف السادس. وعندما كانت في بداية سن المراهقة تعرضت للتنمر على الإنترنت.

## مهنة اليوتيوب
تعد موتا من أكثر مشاهير اليوتيوب. حيث كان أول فيديو ترويجي لموتا في يونيو 2009. ولقد بدأت قناتها على اليوتيوب بعرض الهروب من الضغط الذي تعرضت له بسبب التنمر، وسريعًا ما اكتسبت المتابعين. والذين بلغ عددهم 9.2 مليون متابع في أكتوبر 2015. وصفها الموقع الإخباري بيزنيس انسايدر (Business Insider) بأنها شخصية إيجابية وفنانة مبدعة. وعندما بدأت شهرة العرض في الازدياد على اليوتيوب، بدأ التجار يستخدمونه للتسويق. وحصلت موتا على مستحضرات تجميل وكروت هدايا مجانًا. لموتا عدة وجهات نظر حول الفيديوهات الترويجية، ولكنها عندما تعرض منتجات مجانية تحدد بوضوح أنها لم تقم بشرائه. وقدرت بيزنس انسايدر أنها تحصل على 40000 دولار شهريًا من خلال فيديوهاتها وذلك في يناير 2014. وبغرض زيادة متابعي بيثاني، تشتري لهم الجوائز والمكافئات للمعجبين الذين يروجون لفيديوهاتها. يطلق على معجبيها موتا-فيتورز. وإلى جانب فيديوهاتها المتعلقة بجانب الموضة فلديها حساب شخصي، حيث تستخدمه لمناقشة أي أمر يثير اهتمامها. وفي عام 2014 تم اختيارها لتكون من ضمن منشئي المحتوى في الحملة الإعلانية الأولى ليوتيوب. ظهرت موتا أيضًا في برنامج IMO على اليوتيوب وهو برنامج مقدم خصيصًا للمراهقين. كذلك أجرت مقابلة مع الرئيس باراك أوباما في 22 يناير 2015 وذلك جزء من مبادرة البيت الأبيض للوصول إلى جمهور أوسع بعد خطاب أوباما عام 2015 (2015 State of the Union Address).

## مهنة الأزياء
أقامت بيثاني شراكة مع J. C. Penney و Forever 21، وفي ديسمبر 2013، أطلقت خط الملابس والعطور والإكسسوارات في إيروبيستال. حيث تحتفظ فيه بالسيطرة الإبداعية. وتحافظ بيثاني على علاقة قوية مع معجبيها وتجسد أفكارهم من خلال تصميماتها في الأزياء. أطلق Teen Vogue على ستايل بيثاني أنه هادئ ولكن بناتي. إعلانات جديدة وضعت على حسابها، والتي تعزو الاهتمام المتزايد بين الفتيات بAéropostale. وصفت جريدة سولت ليك تريبيون هذه العلاقة بأنها ميزة لطالما استفاد كلًا من بيثاني وايوبيستال من الصفقة. على عكس الصفقات التقليدية مع المشاهير. قدمت مجلة فوربس تقريرًا أن المجموعة حصدت على متوسط سعر مرتفع ولكنها لا تزال دون المستوى.

## الموسيقى
في أكتوبر 2014 أطلقت بيثاني أغنية منفردة تحت عنوان «أحتاج إليك الآن» مع المنتج والمطرب مايك تومبكنز. واحتلت الأغنية في الدنمارك قائمة تراكليسن المركز ال30. وفي فبراير 2015 عرض الفيديو الموسيقي الرسمي للأغنية في قناة اليوتيوب لتومبكنز. وفي الرابع من مايو عام 2015، وفي لقاء من خلال الذكرى السنوية العاشرة لليوتيوب عبر برنامج «مقابلة المشاهير»، أكدت موتا على أنها تعمل على أغنية جديدة وربما على أول ألبوم لها. وفي أغسطس 2015 كتبت موتا أغنيتها (كن كما تريد)، ورفعته على قناتها على اليوتيوب.

## المشاريع الأخرى
شاركت بيثاني موتا في جولة سميت بـ"Motavatour" وذلك في أنحاء الولايات المتحدة الأمريكية وذلك في يناير 2014. وقدمت بيثاني في مارس 2014 تقريرًا عن جائزة اختيار أطفال نكلوديون لأنترتانمنت تونايت. كذلك شغلت موتا منصب حكم ضيف الشرف في الموسم الثالث من بروجيكت رانواي. وفي 4 سبتمبر 2014 تم الإعلان عن أن بيثاني ستكون من المتسابقين في الموسم 19 من برنامج الرقص مع النجوم. التحقت موتا وديريك هوف بالنهائيات ولكن خرجا في الليلة الأولى حيث كان ترتيبهما الرابع. كذلك في أكتوبر 2015 كانت تقوم بطرح مناقشات بخصوص مكافحة التنمر كجزء من الشهر المحلي لمنع التنمر. وفي 2016 أعلن عن خبر إصدار بيثاني لكتابها الأول وهو بمثابة مذكراتها.

## الفن
أول أغنية منفردة لبيثاني هي بشكل عام موسيقى بوب ورقص، وبها عناصر من إلكتروبوب. والأغنية التالية لـ "I Need You Right Now" توصف بأنها مختلفة عن أغنيتها الأولى حيث هي من نوع الموسيقى الصوتية الهادئة.

## روابط خارجية
- بيثاني موتا على موقع IMDb (الإنجليزية)
- بيثاني موتا على موقع ميوزك برينز (الإنجليزية)
- بيثاني موتا على موقع قاعدة بيانات الفيلم (الإنجليزية)